# Ferdinand Schlickel
Ferdinand Schlickel (* 19. Februar 1924 in Rodalben; † 16. November 2013 in Speyer) war ein deutscher Journalist, Historiker und Autor. Vor seiner Pensionierung war er lange Jahre Chefredakteur der katholischen Wochenzeitung Der Pilger der Diözese Speyer und Leiter der Bischöflichen Pressestelle in Speyer.

## Publizistische Tätigkeit
Bis zu seinem Tod schrieb Schlickel regelmäßig zu Themen der Regional-, Kirchen- und Stadtgeschichte Speyers in Sammelwerken, der Wochenendausgabe der Tageszeitung Die Rheinpfalz, den Vierteljahresheften des Verkehrsvereins und anderen Publikationen.

## Werke

### Bücher
- 150 Jahre Pilger. 1848–1998. Ein Gang durch die Zeitgeschichte. Berichte, Meldungen, Kommentare im Speyerer Bistumsblatt. Pilger-Verlag, 1998
- Edith Stein, die neue Heilige. Jüdin und Ordensfrau. Verlag Schnell & Steiner, Regensburg 1998, ISBN 3-7954-8039-6
- Speyer. Von den Saliern bis heute. 1000 Jahre Stadtgeschichte. Hermann G. Klein Verlag, Speyer 2000, ISBN 3-921797-60-8

### Broschüren
- Ferdinand Schlickel, Helmut Schollenberger, Hermann Hemmerich, Günther Ableiter (Red.), Kath. Pfarramt St. Konrad (Hrsg.): 50 Jahre St. Konrad in Speyer. 1934–1984. Robert Weber Offset-Druckerei
- Ferdinand Schlickel (Red.), Kath. Pfarramt St. Konrad (Hrsg.): 25 Jahre Kirche St. Konrad, 1994. Progressdruck GmbH

### Artikel
- Friedrich Wetter. Bischof von Speyer (1968–1982). In: Hans Ammerich (Hrsg.): Lebensbilder der Bischöfe von Speyer seit der Wiedererrichtung des Bistums Speyer 1817/21. Festgabe zum 60. Geburtstag Seiner Exzellenz Dr. Anton Schlembach, Bischof von Speyer (= Archiv des Bistums Speyer: Schriften des Diözesan-Archivs Speyer, Band 15). Speyer 1992, S. 339–358.
- Thema am Samstag: Von der Schulbank an die Flak. – „Heiden opfern ihre Kinder, um Götter zu befrieden“: 1943 begann für Tausende von Schülern der Zweite Weltkrieg; als Flakhelfer verheizt. In: Die Rheinpfalz – Speyerer Rundschau. Band 50, 1994, Nr. 106 vom 7. Mai 1994
- Johann Peter Frank – Vom pfälzischen Landarzt zum Begründer der „Medicinischen Polizey“. Zu seinem 250. Geburtstag. In: Pilger-Kalender. Speyer 1995, S. 72–82.
- Thema am Samstag: die Pionierjahre der Siedlung in Speyer-Nord. – Bis zu 14 Arbeitsstunden am Tag: zwischen den beiden Weltkriegen herrscht schreiende Wohnungsnot. In: Die Rheinpfalz – Speyerer Rundschau. Band 55, 1999, Nr. 175 vom 31. Juli 1999
- Erfolgreicher Kämpfer gegen Armut und Krankheit. Schriftenreihe der Johann Peter Frank-Gesellschaft. Heft 5, September 2000, Rodalben.
- „Das Elend des Volkes ist die Mutter der Krankheiten“ – Zum 250. Geburtstag des Rodalbers Johann Peter Frank, erfolgreicher Kämpfer gegen Armut und Krankheiten. In: Die Rheinpfalz, Palatina vom 17. März 1995
- Thema am Samstag: Das Beratende Bürgerrats-Komitee in Speyer. – Als Notlösung gegründet – mit Erfolg beendet: vor 60 Jahren: Wichtige Station auf dem Weg zur Demokratie – Ältere und Alte übernehmen Verantwortung für die Stadt. In: Die Rheinpfalz – Speyerer Rundschau. Band 61, 2005, Nr. 100 vom 29. April 2005
- Olympiade – Hitlers Schauspiel für die Welt – während der Olympischen Spiele vor 50 Jahren zeigte sich das Dritte Reich von der besten Seite. In: Die Rheinpfalz – Umschau vom 2. August 1986
- Schauplatz pfälzischer Geschichte: Der Wittelsbacher Hof. – Vor 50 Jahren Schüsse im Speisesaal. In: Die Rheinpfalz – Speyerer Rundschau. (Fünfteilige Serie, beginnend am 8. Januar 1994)
- Karl Leiling: „Und so war ich auch diesmal zur Stelle.“ In: Die Rheinpfalz – Speyerer Rundschau. (Achtteilige Serie, beginnend am 31. März 1993)
- Das Kraftzentrum „im Eisserschde Dal“. – Die Zisterzienser-Klosterkirche in Eußerthal. In: Die Rheinpfalz, Palatina vom 18. Juli 1998
- Thema am Samstag: Vor 60 Jahren Synagoge zerstört. – Inferno mitten in der Stadt – Schweigen in den Zeitungen, Schweigen im Rathaus. In: Die Rheinpfalz – Speyerer Rundschau vom 7. November 1998
- Die Ehrenbürger der Domstadt. In: Die Rheinpfalz – Speyerer Rundschau. (24-teilige Serie beginnend am 22. Januar 2002)
- Thema am Samstag: Der NS-Schlag gegen die „Speyerer Kameradschaft“ – Hilfe für Thälmann mit dem Leben bezahlt. In: Die Rheinpfalz – Speyerer Rundschau vom 14. August 2004
- Thema am Samstag: Der Domnapf – ein markantes Wahrzeichen Speyers – „Gnädiger Herr, hier geht unser Geleit aus“. Der Domnapf als einstiges Grenzmal zwischen Stadt und Dom – Beim Einzug der Bischöfe mit Wein gefüllt. In: Die Rheinpfalz – Speyerer Rundschau vom 21. Oktober 2006
- Die Besatzungszeit nach 1918, nach 1945. In: Die Rheinpfalz – Speyerer Rundschau. (18-teilige Serie, beginnend am 24. Juni 1997)
- „Mit Rat und Tat ein williger Hülfmeister“ – Zum 300. Todestag von Bürgermeister Georg Ernst Rützhaub – Organisator des Wiederaufbaus der Stadt. In: Die Rheinpfalz – Speyerer Rundschau vom 11. November 2008.